# Montmort-Lucy
Montmort-Lucy ist eine französische Gemeinde mit 650 Einwohnern (Stand 1. Januar 2022) im Département Marne in der Region Grand Est. Sie gehört zum Arrondissement Épernay und zum Kanton Dormans-Paysages de Champagne. Die Gemeinde liegt am Fluss Surmelin, 17 Kilometer südwestlich von Épernay.

## Geschichte
Montmort besaß seit dem 12. Jahrhundert eine Festung. Auf dessen Grundmauern wurde ein Renaissance-Schloss gebaut, das dem Haus Béthune (Sully) und danach dem Haus Hangest gehörte. 
Victor Hugo beschrieb das Schloss Montmort als "ravissant tohu-bohu de tourelles de girouettes, de pignons, de lucarnes et de cheminées", als "hinreißendes Tohuwabohu aus Türmchen, Wetterfahnen, Giebeln, Lukarnen und Kaminen".

## Bevölkerungsentwicklung
| Jahr                       | 1962 | 1968 | 1975 | 1982 | 1990 | 1999 | 2006 | 2018 |
| -------------------------- | ---- | ---- | ---- | ---- | ---- | ---- | ---- | ---- |
| Einwohner                  | 483  | 492  | 460  | 497  | 583  | 589  | 597  | 610  |
| Quellen: Cassini und INSEE |      |      |      |      |      |      |      |      |

## Sehenswürdigkeiten
- Château de Montmort (16. Jahrhundert, Monument historique)
- Kirche Saint-Pierre-Saint-Paul (16. Jahrhundert, Monument historique)
- Priorei Notre-Dame de Montmort
- Kirche von Lucy aus dem 18. Jahrhundert
- La Charmoye, eine 1167 von Graf Heinrich I. von Champagne gegründete Zisterzienserabtei, die sie Mönchen aus dem Kloster Vauclair gab; die heutigen Bauten datieren aus den 1750er Jahren.

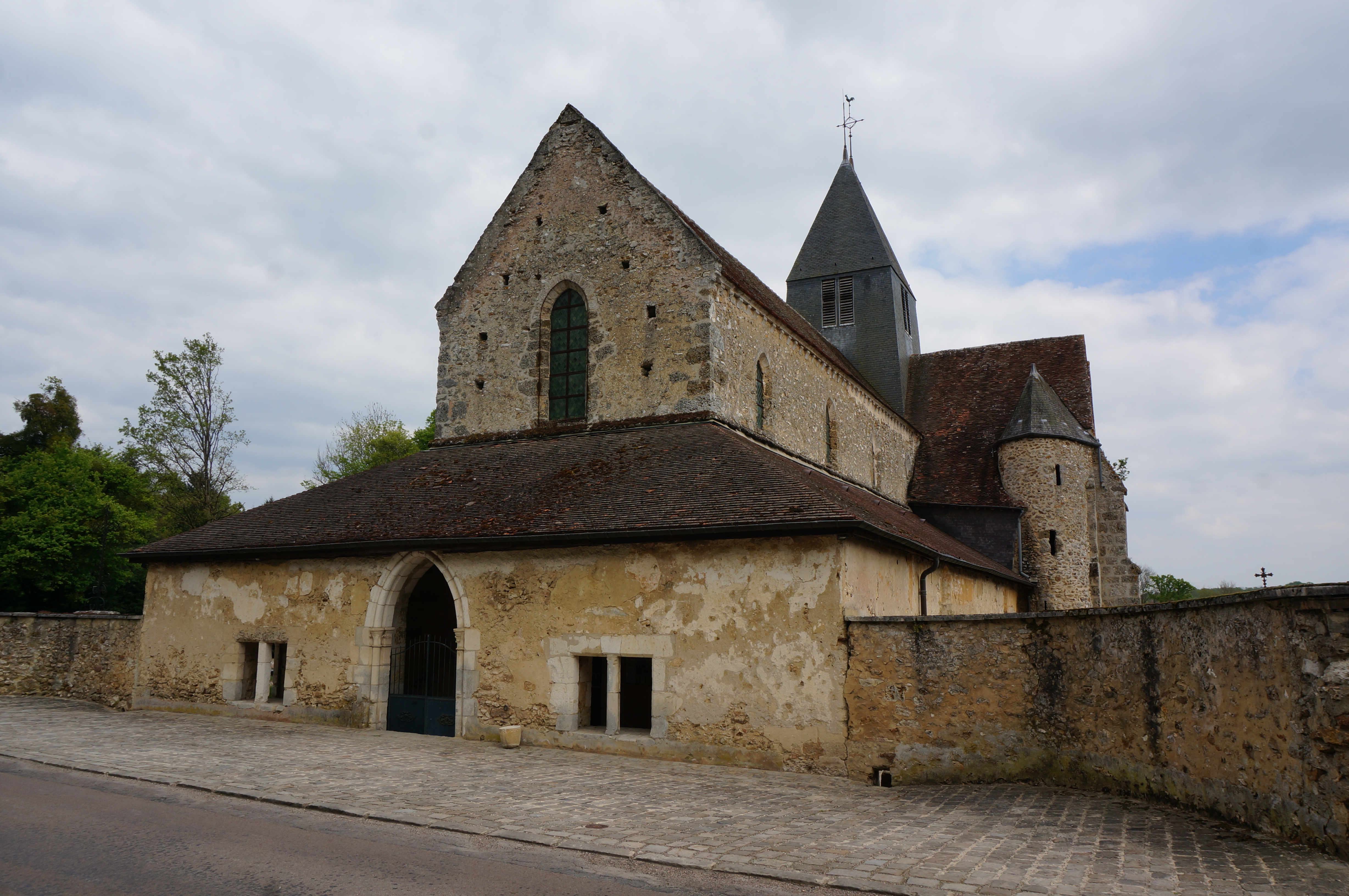
Kirche Saint-Pierre-Saint-Paul
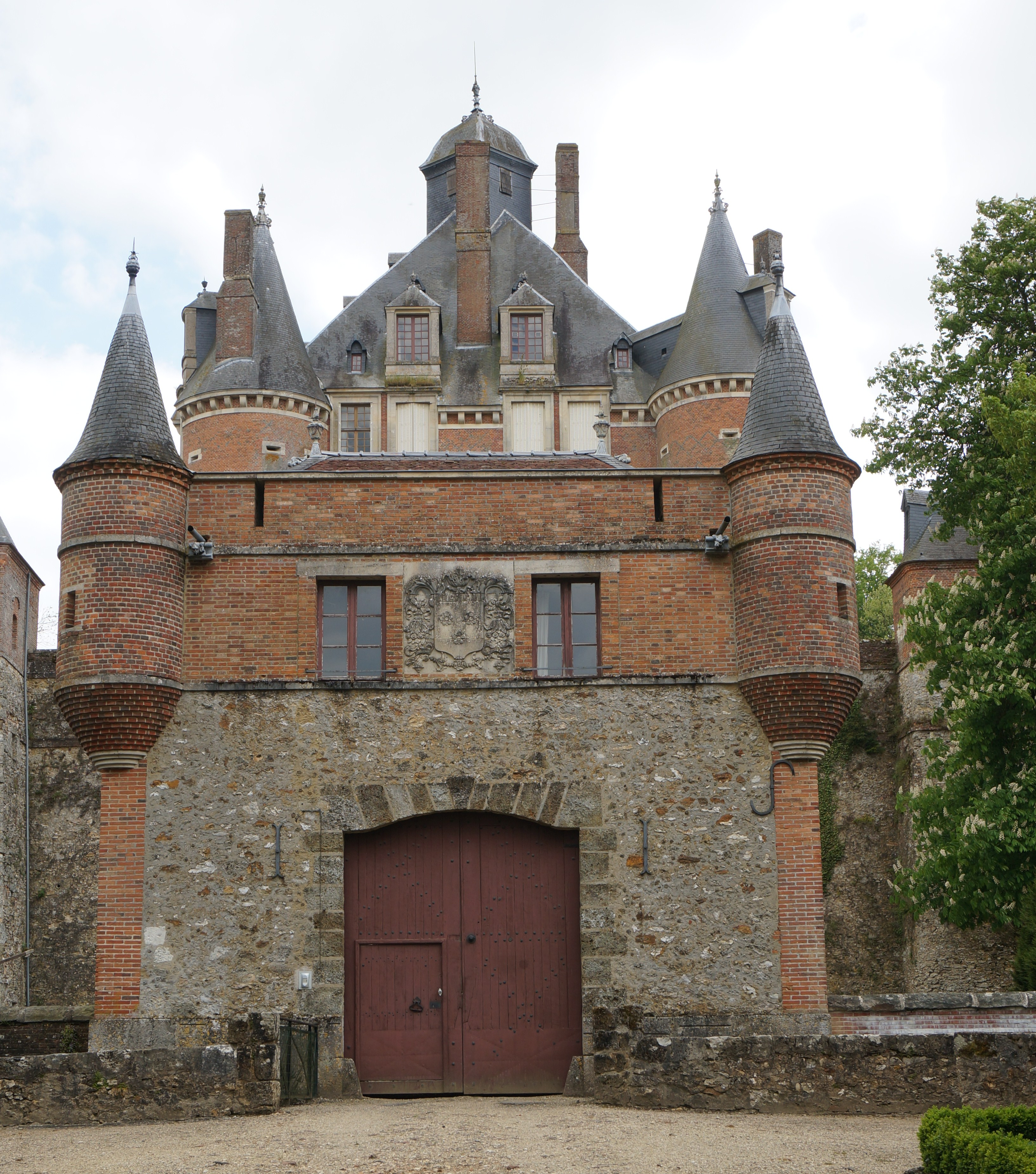
Château de Montmort
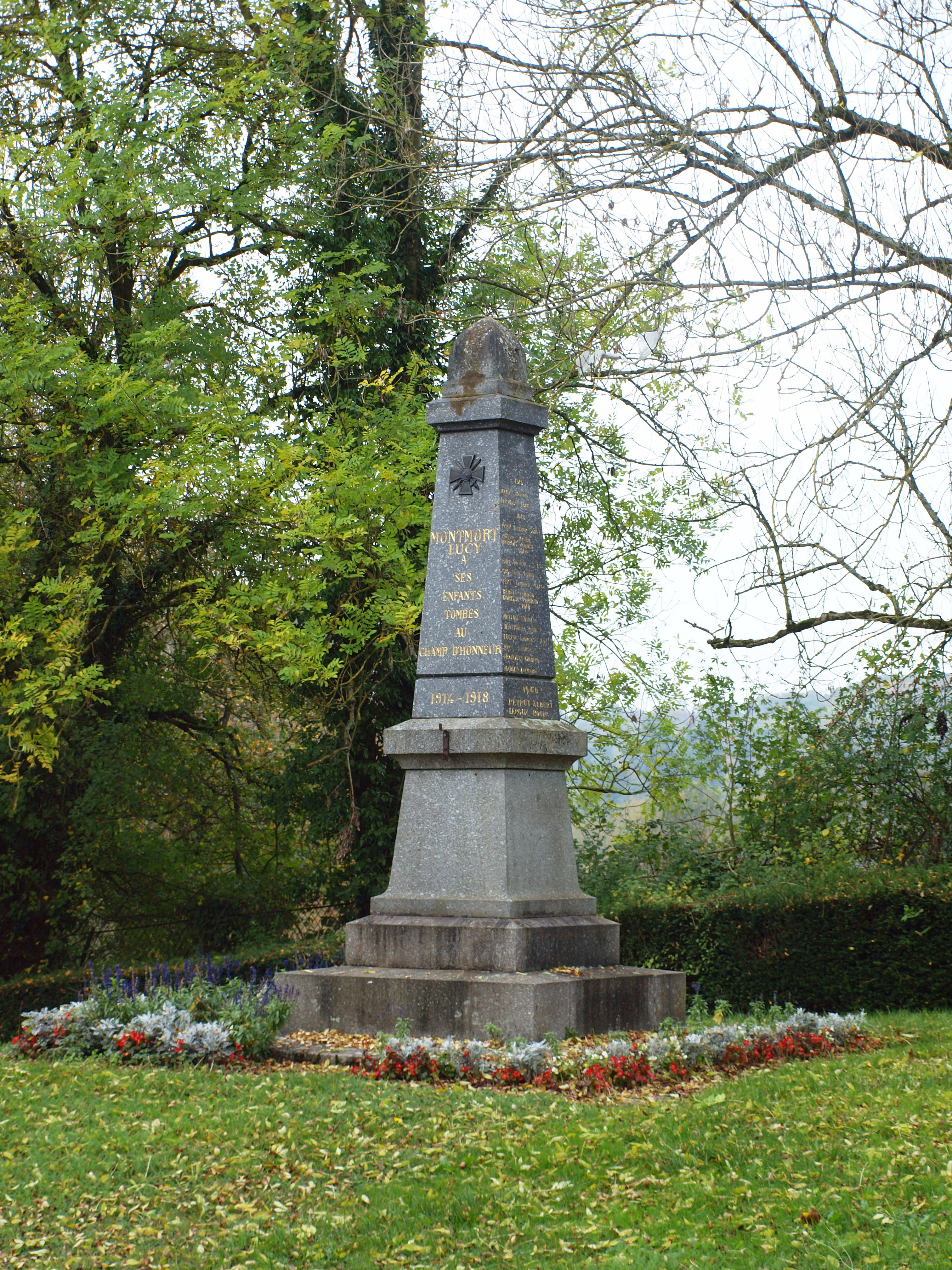
Gefallenendenkmal

## Persönlichkeiten
- Generaloberst v. Bülow, 2. Deutsche Armee, hatte sein Hauptquartier im Château de Montmort während der Marneschlacht
- Der Mathematiker Pierre Rémond de Montmort (1678–1719) wurde 1704 Besitzer des Schlosses.